# Сафет Јахић
Сафет Јахић (рођен 25. јануара 1987. године) је словеначки фудбалски голман. Током сезоне 2006/07. је био члан београдског Партизана у који је дошао из грчког Паниониоса. За црно беле је одиграо само пет првенствених утакмица. Бранио је за младу репрезентацију Словеније (до 21 године).